# 小馬卡里夫卡
51°1′59″N 29°54′56″E / 51.03306°N 29.91556°E
小馬卡里夫卡（烏克蘭語：Мала Макарівка）是位於烏克蘭北部的村莊，由基辅州维什霍罗德区的伊萬基夫市鎮負責管轄。該村始建於1922年，面積0.9平方公里，海拔高度139米，2001年人口230。